# Cultura de masas
La cultura de masas es un conjunto de objetos, bienes o servicios culturales, producidos por las industrias culturales, los cuales van dirigidos a un público diverso.
Según los críticos, como por ejemplo, Theodor Adorno, la masa sigue a la misma cosa. Según la escuela de Fráncfort, la cultura de masas es el principal medio gracias al cual el capital habría alcanzado su mayor éxito. Entonces, todo el sistema de producción en masa de bienes, servicios e ideas habría hecho aceptar, en términos generales, el modelo impuesto por el sistema capitalista de la mano del consumismo, la tecnología y la rápida satisfacción. Esta cultura se define a través de los medios masivos de comunicación desde el siglo XIX (imprenta, radio, cine, televisión, y hasta la actualidad con internet). A partir de esto aparecen las sociedades de masas que son conformadas por una sociedad de individuos alineados al capitalismo, donde la burguesía tiene el poder de introducir en la sociedad productos, ideologías, etc. y así coartar la libertad de expresión de una sociedad totalmente capitalizada.
Se considera como el desarrollo de un nuevo modelo en el que se refuerzan las diferencias y las desigualdades con estrategias e instrumentos mercadológicos cada vez más elaborados. La ciencia y el conocimiento se ponen al servicio de la producción de unos valores y símbolos estereotipados.
Los tres pilares fundamentales de esta cultura son: una cultura comercial, una sociedad de consumo y una institución publicitaria. 

## Concepto de masas
El concepto de «masas» nace a partir de la Revolución Francesa y de la exaltación de la burguesía. Siguiendo esta definición, podríamos catalogar a la masa como todas aquellas personas a las que hasta ese momento no se les había tenido en cuenta en órdenes socioeconómicos y políticos. El 26 de agosto de 1789, en la Asamblea Nacional de Francia se aprueba la Declaración de los Derechos del Hombre y del Ciudadano, lo cual consagra el derecho de la propiedad privada, que pasa de considerarse un don divino a un derecho de la burguesía.

## Principios
La cultura de masas tiene unos principios interrelacionados surgidos de la escisión entre construcción y mercado:
- Centralización del poder en todos los niveles (económico, político, etc.)
- Uniformidad de los productos para consumidores similares y diferentes.
- Sincronización con nuevas técnicas como la línea de montaje y la producción en serie.
- Maximización de la productividad: máxima producción a un menor coste y en un menor tiempo.
- Concentración poblacional, producto de la urbanización de la sociedad.

Surge, así, el concepto de industria cultural; el cine y la radio no necesitan ya darse como arte, se autodefinen como industrias.
Con esto nos encontramos ante un área sociológica destinada cada vez más a finalidades comerciales e ideológicas y, frente a ésta, una posición sociopolítica que trata de explicar el conjunto de las interrelaciones globales en las que la comunicación de masas cumple un papel de primera magnitud.

## Acepciones
La primera acepción de la cultura de masas tiene connotaciones negativas. Quienes defienden esta acepción la definen como un proceso comunicativo, cuyos destinatarios son muchos, y cuya característica principal es la falta de calidad. Sus partidarios defienden que aquellos que componen la masa son personas indistinguibles y sin ningún tipo de Individuo individualidad, sin posibilidad alguna de relacionarse, por la cual cosa sus acciones y objetivos comunes son sobre la base de una idea lo más simple posible, no son personas con dotes de liderazgo y, además, manipulables.
El público de los Medio de comunicación de masas, por tanto, es concebido como un receptor colectivo de la comunicación de masas, un conjunto de personas indiferenciadas que reaccionan de la misma manera a estímulos similares.
La segunda acepción define la cultura de masas como un movimiento social, el cual está proyectado hacia unos determinados conocimientos tanto artísticos como culturales, un sistema de educación, una forma de vida y pensamiento. Además, la define como una manera de comportarse, derivada de códigos que tienen que ver con el reconocimiento social, como, puede ser, un acto de consumo. Para los defensores de esta acepción se trata de una cultura democrática, ya que es igual para toda la sociedad, además de ser accesible globalmente, yendo más allá de las clases sociales.
La cultura de masas se difunde a través de los media, de los cuales es dependiente, y atraviesa las fronteras. Tiene como objetivo el placer y la diversión, vive y se transforma según los deseos de la sociedad.

## Caracterización analítica
Es un producto típico adscripto a la denominada «sociedad de masas». Es el funcionamiento paradigmático de toda cultura burguesa en la actualidad, desde el siglo XX.
Puede entendérsela como subproducto de la industria organizada de consumo y como red ampliamente ramificada de los medios de comunicación social. Tales medios gravitan sobre la conciencia individual y en sentido amplio, sobre la conciencia social. La publicidad ocupa un lugar preponderante para asegurar por los miembros de la comunidad la demanda de los productos de tal cultura de masas.
Es tanto un instrumento de conservación y consolidación de las culturas nacionales dadas como un ente que alienta una cosmovisión, un sentido de la vida, o un determinado estereotipo de educación.
Privilegia lo comunitario en un afán presuntamente «democrático», no coadyuva a un auténtico desarrollo humano, no contribuye a enriquecer espiritualmente a los individuos y no contribuye, por lo mismo, a su perfeccionamiento moral ni a la consolidación de una auténtica personalidad autosostenida.

## Edgar Morin: aportaciones
Edgar Morin, filósofo, sociólogo y antropólogo, mantenía que no siempre es la industria cultural quien genera cultura, sino que lo hace la gente en muchos aspectos y movimientos estéticos y sociales. Son las personas de la sociedad moderna quienes crean ciertas mitologías que provocan que la industria cultural quiera utilizarlas en su propio beneficio.
Morin hace pública la teoría culturológica en su libro El Espíritu del Tiempo en el año 1962, la cual se posiciona como contraria a la teoría crítica, y que será muy bien reconocida por Umberto Eco.
Su teoría se posiciona de forma analítica, sin prejuicios, pues una perspectiva elitista o popular sería demasiado subjetiva. Lo importante es entender qué está sucediendo.
Así pues, según dicha teoría, la cultura de masas es una cultura afirmativa, y que debería conocerse como «la cultura de los tiempos modernos», pues no es una subcultura sino una cultura en sí misma. Siguiendo una visión antropológica, Morin argumenta su criterio alegando que cualquier cultura se define a sí misma mediante sus propios ritos, mitos y héroes.